# Portance (aérodynamique)
Pour les articles homonymes, voir Portance.
La portance  aérodynamique est la composante de la force subie par un corps en mouvement dans un fluide qui s'exerce perpendiculairement à la direction du mouvement (au vent relatif). Cela concerne les aérodynes (engins plus denses que l'air).

## Description

Un corps placé dans un écoulement d'air (ou d'eau) subit une force aérodynamique (ou hydrodynamique). Pour l'analyse, on décompose cette force en une composante parallèle au vent relatif : la traînée (voir aussi Aérodynamique), et une composante perpendiculaire au vent relatif : la portance.
- Pour une voile, la portance est dirigée de l'intrados (la face « au vent », concave), vers l'extrados (la face « sous le vent », convexe).
- Pour une aile d'avion, la portance est dirigée de l'intrados (la face inférieure), vers l'extrados (la face supérieure). Dans les conventions des avionneurs (les fabricants d'avions) la portance s'exerce à angle perpendiculaire au vecteur vitesse ; elle n'est donc verticale que lorsque le corps en mouvement est en translation horizontale (en vol de croisière pour un avion). Les surfaces verticales sont conçues pour développer des portances latérales.
- Pour un planeur ou un avion en descente moteur coupé, la portance est alors légèrement orientée vers l'avant ; sa composante parallèle au vecteur vitesse est une poussée égale et opposée à la traînée. L'aile du planeur est alors propulsive[1].

## Origine de la portance d'une aile

### La portance est due à la projection d'une certaine masse d'air vers le bas

Animation des vitesses par rapport au sol ou au profil

L'aile en mouvement (mouvement supposé ici horizontal) projette une certaine masse d'air vers le bas. Cela s'observe sur l'animation ci-contre à gauche ; dans cette animation sont représentées les vitesses des particules d'air :
- soit par rapport au profil : on est alors dans la situation d'un profil dans une soufflerie ;
- soit par rapport au sol (ou encore par rapport à l'air supposé immobile loin du corps) : on est alors dans la situation d'un observateur au sol qui regarde passer une aile et observe le mouvement des particules d'air lors du passage de cette aile.

Il est visible que les particules d'air quittent le profil avec une vitesse vers le bas, même si, lorsqu'elles s'approchent du profil, elles adoptent un certain mouvement (moins marqué) vers le haut.

Il est également visible, sur l'image « en repère sol », que le mouvement d'évitement des particules (elles se déplacent pour éviter le profil) est plus marqué au-dessus du profil qu'au-dessous.

Selon la troisième loi de Newton, « tout corps A exerçant une force sur un corps B subit une force d'intensité égale, de même direction mais de sens opposé, exercée par le corps B ». Si A est l'aile, et B l'air, alors l'aile subit une force en réaction au mouvement de la masse d'air dû au déplacement de l'aile. Comme l'air est projeté par le bas, l'aile subit une force vers le haut,.
Une aile en mouvement dans l'air peut projeter cet air grâce à ses deux faces :

#### Face inférieure (intrados)
L'incidence (angle d'attaque) positive de l'aile en mouvement implique que l'intrados (face inférieure) projette l'air incident vers le bas, créant une sur-pression sur l'intrados et donc une force vers le haut.

#### Face supérieure (extrados)
Du fait de sa viscosité, l'effet Coandă explique que la masse d'air en mouvement qui rencontre un profil bombé suit la surface de ce profil ; le flux d'air reste « collé » à la surface de l'aile. La masse d'air suit le profil de l'aile et est projetée vers le bas.
| |  |  |
| À gauche : graphique donnant l'évolution du coefficient de portance en fonction de l'angle d'incidence. Le décrochage survient dans ce cas pour un angle d'incidence supérieur à 15°. À droite: influence de l’angle d'incidence sur la portance. |  |  |

Ceci ne reste valable que pour une incidence limitée. Au-delà d'une certaine incidence, les filets d'air se détachent de l'extrados et la portance disparait pratiquement, c'est le décrochage.
La vitesse plus élevée de l'air sur l'extrados créée une dépression qui attire l'aile vers le haut. La vitesse plus faible de l'air sur l'intrados crée une surpression qui pousse aussi l'aile vers le haut. La dépression sur l'extrados crée typiquement deux fois plus de force de portance que la surpression sur l'intrados.

#### Une erreur populaire

Animation montrant l'écoulement sur un profil ainsi que les différentes vitesses des particules.

Une erreur fréquente est de croire que les particules d'air accélèrent car la forme bombée de l'extrados crée un chemin plus long en haut et que les particules d'air qui passent dessus et dessous l'aile doivent se retrouver en même temps au bord de fuite de l'aile.

Passage d'un profil dans une tranche d'air.

En réalité, la vitesse des particules de l'extrados est très supérieure à celle qui résulterait d'un parcours plus long et, de toutes façons, deux particules d'air qui sont parties ensemble de la gauche de l'image n'ont aucune raison de se retrouver en même temps au bord de fuite de l'aile après qu'elles ont longé le profil soit par le haut, soit par le bas. On peut même remarquer sur l'animation de gauche que les points noirs supérieurs rattrapent presque les points noirs inférieurs de la précédente « verticale noire loin du corps », c'est-à-dire que l'écoulement le long de l'extrados est presque deux fois plus rapide à l'extrados qu'à l'intrados.

L'animation de droite (tirée de celle de gauche) montre le passage du profil dans une tranche d'air préalablement immobile. On observe que les deux parties de la tranche d'air sont dotées, après le passage du profil, d'une certaine vitesse vers le bas (ici très faible puisque l'animation est un ralenti), donc, au total, d'une certaine quantité de mouvement vers le bas. Cette quantité de mouvement se transmettra aux autres particules d'air de proche en proche jusqu'au sol. À mesure que les particules transmettent leur quantité de mouvement à d'autres particules, leur propre vitesse est diminuée en proportion, même si la quantité de mouvement totale existe toujours.
Il faut se souvenir que la déflexion de l'air vers le bas causée par un avion gros porteur constitue un danger vital pour les autres avions ; c'est ce qui explique que les décollages et atterrissages des avions sur un aérodrome ne peuvent se suivre trop rapidement.

### Théorème de Kutta-Jukowski
En subsonique la portance d'une aile de grand allongement est proportionnelle à la circulation de l'air autour de celle-ci (voir théorème de Kutta-Jukowski). C'est la condition de Kutta qui impose la valeur de la circulation telle qu'il n'y ait pas de vitesse infinie au bord de fuite, [réf. nécessaire].

## Formulation de la portance
La portance verticale {\displaystyle F_{z}\,} en newtons (N) d'une aile vaut :
{\displaystyle F_{z}={\frac {1}{2}}\rho V^{2}SC_{z}}
avec :
- {\displaystyle \rho } : masse volumique du fluide en kg/m3
- {\displaystyle V} : vitesse en m/s
- {\displaystyle S} : surface de référence en m2 [Note 1]
- {\displaystyle C_{z}} = coefficient de portance (nombre sans dimension) qui dépend de la forme de l'aile mais aussi de son incidence [Note 2]

Cette formule, issue de l'analyse dimensionnelle et identique à celle de la traînée, est valable dans tout système d'unités cohérent. Il faut noter qu'elle ne dit pas que la portance est exactement proportionnelle au carré de la vitesse . Seuls des essais peuvent le confirmer, ou l'infirmer, dans un cas particulier. Elle définit un cadre cohérent pour exprimer les résultats de ces essais, le coefficient sans dimensions étant défini comme une fonction d'autres nombres sans dimensions.
Outre des nombres sans dimensions, comme l'allongement, qui expriment la similitude géométrique, interviennent des nombres sans dimensions qui expriment la similitude physique. Le nombre le plus utile pour la portance est le nombre de Mach qui caractérise les effets de la compressibilité. Le nombre de Reynolds qui exprime les effets de la viscosité joue pour la portance un rôle moins important que pour la traînée.
On écrit d'une façon plus générale Fz = q S Cz, q étant la pression dynamique {\displaystyle {\frac {\rho V^{2}}{2}}}, S étant la surface de référence et Cz le coefficient de portance. Ceci se généralise à tous les coefficients aérodynamiques :
- En notation anglo-saxonne, on a :

- Lift = portance = q S CL (la portance étant perpendiculaire vecteur vitesse)
- Drag = traînée = q S CD (la traînée étant parallèle au vecteur vitesse)

- Dans le repère lié à l'avion (x, y, z) on a :

- pour une portance dans le plan de symétrie on a Fz et Cz
- pour une portance latérale on a Fy et Cy,
- pour la traînée on a Fx et Cx.

## Détermination du coefficient de portance
Pour un fluide répondant à l'approximation des milieux continus, c'est-à-dire dans lequel on considère des particules fluides de taille supérieure à celle des molécules mais assez petites pour permettre l'utilisation des différentielles, les équations générales de la mécanique des fluides sont les équations de Navier-Stokes. Dans les problèmes liés à la portance d'un profil mince, la viscosité et la turbulence sont généralement négligeables ; le fluide est donc considéré comme parfait soumis aux équations d'Euler nettement plus simples.
Celles-ci se traitent en général par la théorie des écoulements à potentiel de vitesse et, plus particulièrement, par la théorie des profils minces.

## Variables affectant la portance
Cette formule met en jeu les paramètres suivants :
- la masse volumique ρ (rho) du fluide. L'eau a une masse volumique environ mille fois plus grande que l'air. Toutes choses égales par ailleurs elle exerce donc une poussée mille fois plus grande. Pour une vitesse dix fois plus faible, la portance d'une aile immergée ou foil est encore dix fois plus forte que celle d'une aile d'avion. Un m2 d'aile d'avion de ligne porte 600 à 700 kg ; un m2 de foil peut porter 6 à 10 tonnes. Cela explique que quelques m2 de foils suffisent à faire voler un hydroptère d'une masse de l'ordre de la dizaine de tonnes ;
- la surface S de l'aile (surface alaire). Le déploiement vers l'arrière des volets d'une aile à basse vitesse (atterrissage et décollage) peut augmenter la surface effective de l'aile, cependant par convention la valeur S reste la même, c'est le coefficient de portance qui augmente ;
- le carré de la vitesse V. « La portance est une fleur qui naît de la vitesse » (Capitaine Ferber, pionnier de l'aviation) ;
- le coefficient de portance de l'aile ou de la voile qui dépend :
  - de l'angle d'incidence, en anglais : angle d'attaque. Lorsque l'angle augmente, la portance augmente selon une certaine pente de portance puis atteint un maximum. Une fois cet angle dépassé [Note 5], la portance s'effondre plus ou moins brutalement, c'est le décrochage,
  - de la pente de portance de l'aile, qui dépend principalement de son allongement effectif [Note 6], de son profil et des conditions du milieu (N de Mach et de Reynolds dans l'air),
  - de la forme en plan de l'aile et de sa flèche, qui affectent l'allongement effectif de l'aile,
  - du profil de l'aile, notamment de sa cambrure,
  - de la modification de ce profil (corde et cambrure) par des dispositifs hypersustentateurs, becs et volets de courbure (slats/flaps en anglais), utilisés au décollage et à l'atterrissage,
  - de la génération de tourbillons porteurs à grande incidence (générateurs de tourbillons ou vortex generator, becs DLE, vortillons, aile delta),
  - de la proximité du sol : l'effet de sol en diminuant la déflexion augmente l'incidence locale donc la portance,
  - de la cavitation qui peut apparaître sur la surface de l'aile lorsqu'elle est placée dans un milieu liquide avec une vitesse assez grande.

### Influence du nombre de Reynolds et de la compressibilité
L'intérêt de cette formulation réside dans le fait que les coefficients aérodynamiques dont le {\displaystyle C_{z}} peuvent être considérés comme constants, dans une configuration et à une incidence données. Cependant ce n'est pas tout à fait le cas, il varie selon le nombre de Reynolds et le nombre de Mach :
- nombre de Reynolds : il dépend de la viscosité de l'air (qui varie selon la température), de la corde de l'aile et de la vitesse. La portance, sauf la portance maximale (l'incidence de décrochage), et contrairement à la traînée, en dépend peu. Ainsi, le {\displaystyle C_{z}} est pratiquement constant. La portance pourrait donc exister en fluide parfait (air non visqueux) alors que la traînée serait nulle. Néanmoins la viscosité joue un rôle dans l'origine de la portance comme expliqué ci-dessous ;

- compressibilité : quand l'avion va à une vitesse faible par rapport à celle du son, le fluide peut être considéré comme incompressible. La portance est alors proportionnelle au carré de la vitesse. Au-delà de Mach 0,3 environ, en subsonique, il faut apporter au {\displaystyle C_{z}} une correction fonction du nombre de Mach. En supersonique, pour les avions capables de franchir le mur du son, il se produit des ondes de choc, au travers desquelles l'écoulement diminue brutalement de vitesse, le {\displaystyle C_{z}} est alors principalement déterminé par le Mach. Autour de la vitesse du son (le transsonique), l'écoulement transsonique est beaucoup plus complexe car l'emplacement des ondes de choc évolue rapidement, et le {\displaystyle C_{z}} est variable.

### Effet Magnus
Considérons un cylindre à section circulaire de longueur supposée infinie fixé en travers d'un écoulement de vitesse U supposée de gauche à droite : il subit en général une traînée dans la direction de l'écoulement qui peut avoir plusieurs origines selon les circonstances, mais pas de portance perpendiculaire à l'écoulement (sauf dans le cas de tourbillons dissymétriques ou alternés).
Si le cylindre est soumis à une rotation autour de son axe, le fluide visqueux en contact avec celui-ci est entraîné (condition de non-glissement). Cela se traduit dans chaque section droite par une circulation {\displaystyle \Gamma \,}, intégrale des vitesses fluides sur son périmètre. Si le cylindre tourne dans le sens rétrograde, l'écoulement est déformé de telle manière que la vitesse au point le plus haut s'ajoute à la vitesse en l'absence de rotation tandis qu'elle se retranche au point le plus bas. Ainsi, selon le théorème de Bernoulli appliqué ici, comme il se doit, au cas d'un fluide supposé incompressible, il y a des surpressions sur la partie inférieure et des dépressions sur la partie supérieure. On montre en mécanique des fluides que la portance ainsi créée est perpendiculaire au vecteur vitesse de l'écoulement et vaut par unité de longueur du cylindre, ρ étant la masse volumique du fluide :{\displaystyle L=\rho \,U\,\Gamma }
Ce résultat est connu sous le nom de théorème de Kutta-Jukowsky.

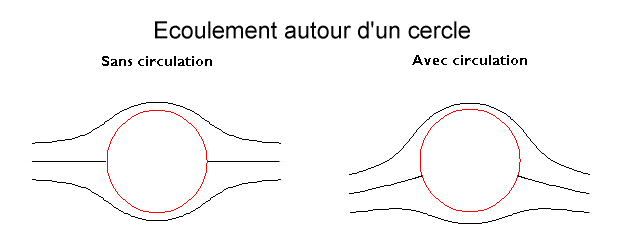
Écoulement autour d'un cercle

### Portance d'une aile d'envergure infinie
Par une transformation conforme (qui conserve les angles), on peut transformer le cylindre à section circulaire en une aile de profil constant. Le théorème précédent est toujours valable mais le problème physique concerne l'origine de la circulation. En effet, il est hors de question de faire tourner l'aile pour obtenir un effet Magnus.
Pour comprendre alors la création de circulation à l'origine de la portance il faut remarquer que, sur le profil comme sur le cercle considéré précédemment, l'écoulement présente deux points d'arrêt. En l'absence de circulation, le point d'arrêt amont se trouve au voisinage du bord d'attaque tandis que le point d'arrêt aval se trouve au voisinage du bord de fuite sur l'extrados. Il en résulte que le filet fluide qui a longé l'intrados devrait pivoter brutalement au bord de fuite pour retrouver ce point d'arrêt aval, ce qui conduirait à des vitesses infinies et n'est pas conforme à l'expérience. Il se crée alors une circulation qui pousse ce point d'arrêt jusqu'au bord de fuite : c'est la condition de Kutta qui assure un équilibre stable de l'écoulement en fixant la circulation de manière unique.
En utilisant l'aile comme référence pour les vitesses, on voit que l'écoulement se fait dans le sens bord d'attaque, extrados, bord de fuite, intrados. En fait, la circulation est conservée par la création d'un tourbillon de sens inverse qui est « déversé » dans le sillage et s'éloigne vers l'aval avant de disparaître sous l'effet des frottements visqueux.
On ne modifie pas la portance si on remplace le profil par un simple tourbillon, l'aile apparaissant comme une ligne de « tourbillons liés ». On peut également associer cette portance à l'écoulement qui se dirige vers le haut à l'amont et vers le bas à l'aval.
La portance est décrite par une formule analogue à celle indiquée pour l'effet Magnus. La circulation était alors proportionnelle à la vitesse de rotation imposée au cylindre. Ici, la condition de Joukowsky crée une circulation proportionnelle à la vitesse relative loin de l'aile. La portance est alors proportionnelle au carré de la vitesse et il est donc possible de mettre l'expression sous la forme classique indiquée dans Formulation, sans que la pression dynamique intervienne en quoi que ce soit dans cette force perpendiculaire à la direction générale de l'écoulement.

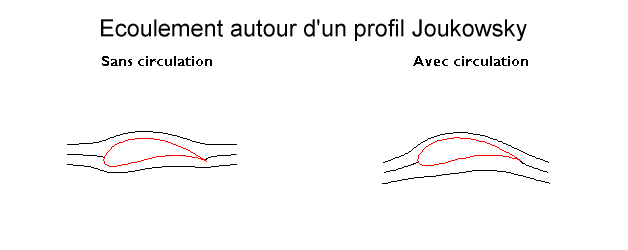
Écoulement autour d'un profil Joukowsky

### Portance d'une aile d'envergure finie

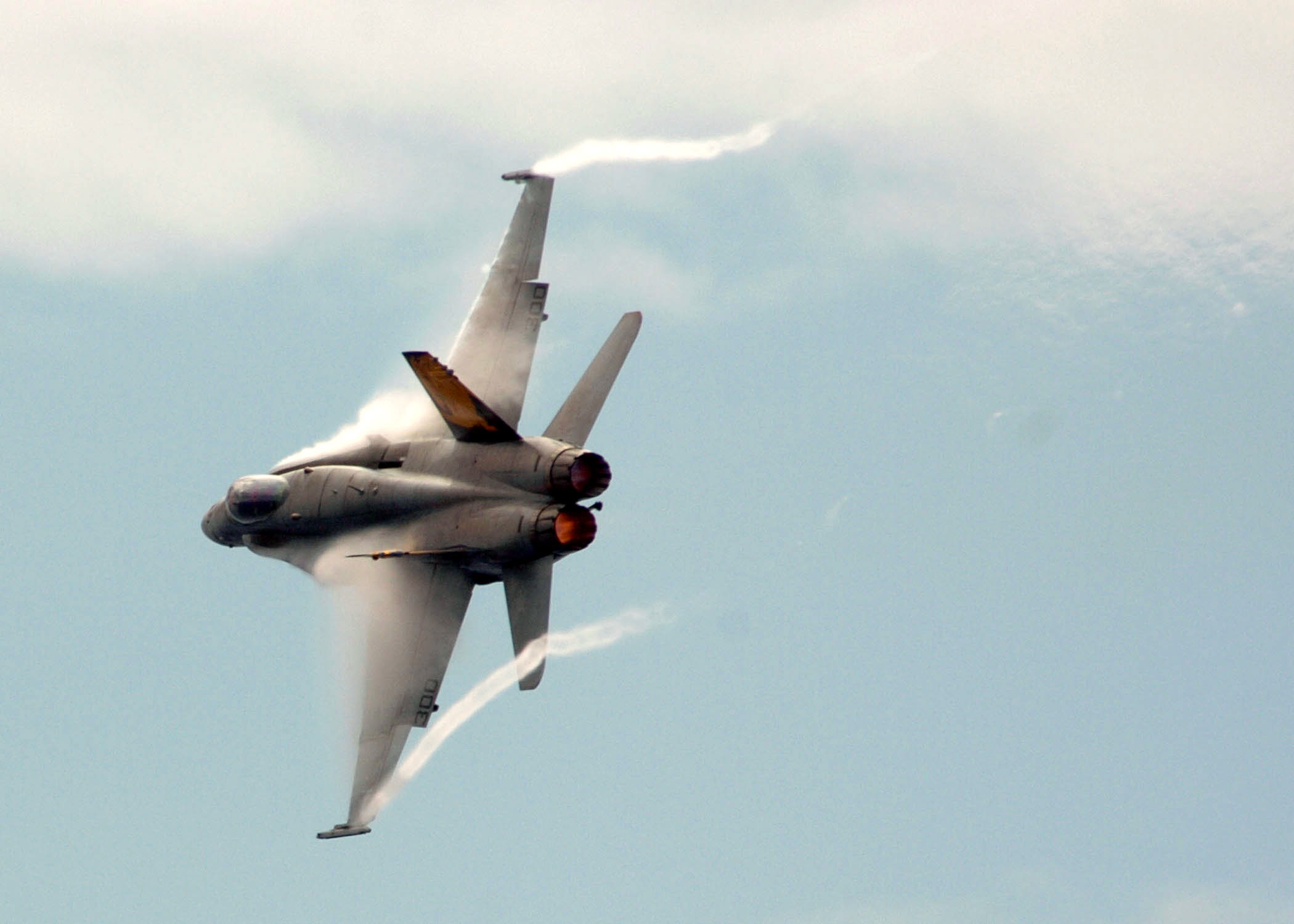
Exemple de traînées de condensation

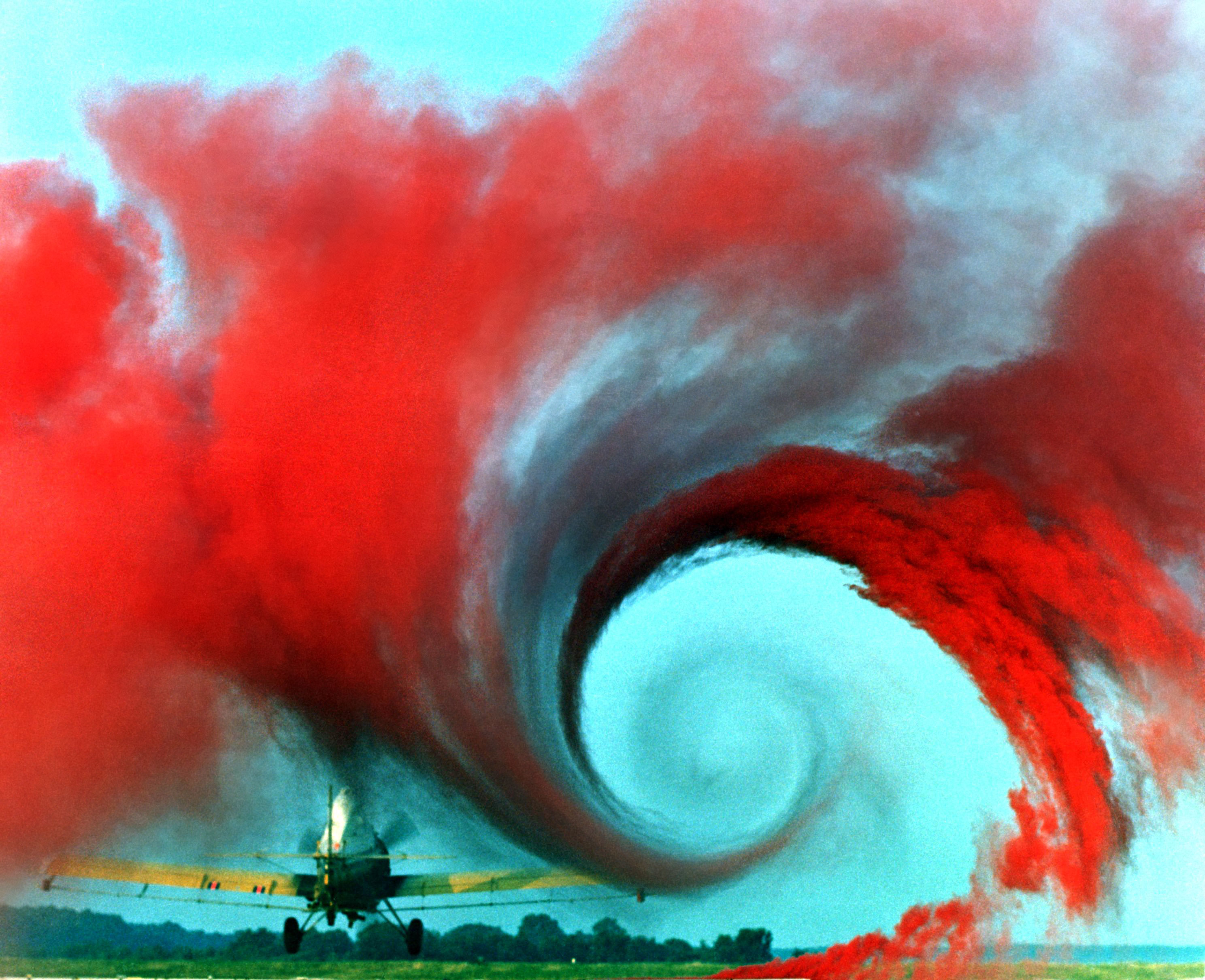
Mise en évidence de la turbulence de sillage induite par le tourbillon marginal

Pour une aile d'envergure finie, la ligne de tourbillons décrite précédemment ne peut s'arrêter brusquement en bout d'aile. En fait, la surpression de l'intrados par rapport à l'extrados conduit à une égalisation en bout d'aile à travers un écoulement transversal des hautes pressions vers les basses pressions, soit vers l'extérieur sur l'intrados et vers l'intérieur sur l'extrados.
Ces mouvements amorcent des tourbillons qui se développent vers l'aval, d'intensité décroissante à mesure qu'on s'éloigne des extrémités de l'aile. À quelque distance du bord de fuite, ce système tourbillonnaire se réduit à deux lignes de tourbillons d'extrémités d'aile. L'ensemble de ces deux lignes et de la ligne de tourbillons liés à l'aile forme le système de tourbillons en fer à cheval.
Dans une atmosphère humide, la détente, qui est à l'origine de ces tourbillons, peut amener l'air à se saturer en eau, la condensation éphémère qui en résulte peut parfois mettre en évidence les tourbillons partant des extrémités de l'aile (traînée de condensation dite « fugace »). Une condition propice à la formation de telles traînées est une forte incidence, que l'on rencontre lors d'évolutions serrées (voltige ou vols de démonstration) ou à basse vitesse (phase d'atterrissage d'un avion par exemple).

### Traînée d'une aile portante
La portance crée au niveau des saumons des ailes des tourbillons marginaux. Ce phénomène vient de la différence de pression entre l'intrados et l'extrados. Cette turbulence de sillage consomme de l'énergie, ce qui se traduit par une traînée induite (par la portance).
Aux extrémités de l'aile la discontinuité entre cette déflexion et l'air non perturbé — des deux côtés de l'aile — est à l'origine des tourbillons marginaux.
Les winglets ont pour but de diminuer ces vortex.
À cette traînée liée à la portance, il convient d'ajouter la traînée de frottement liée à la viscosité dans la couche limite.

## Mesure de la portance
La portance peut être mesurée grâce à l'expérience de la butée Michell.

## Vol à l'envers
Pour assurer une portance suffisante avec un avion volant à l'envers, le pilote doit relever le nez de l'avion vers le ciel pour augmenter l'angle d'incidence. Il existe des avions de voltige conçus spécialement pour le vol à l'envers. Ces avions ont des ailes arrondies à la fois sur le dessus et le dessous, créant un profil symétrique qui ne fait pratiquement rien pour générer de la portance puisque l'air se déplace à la même vitesse sur le dessus et le dessous. La portance dépend donc presque entièrement de l'angle d'attaque,.